# Eueremaeus woolleyi
Eueremaeus woolleyi är en kvalsterart som först beskrevs av Higgins 1979.  Eueremaeus woolleyi ingår i släktet Eueremaeus och familjen Eremaeidae. Inga underarter finns listade i Catalogue of Life.